# Зуёк острова Святой Елены
Зуёк острова Святой Елены (лат. Anarhynchus sanctaehelenae) — вид птиц из семейства ржанковых. Эндемик острова Святой Елены. Впервые птица была упомянута в 1638 году. Объявлена национальной птицей, изображена на флаге и гербе острова Святой Елены.

## Описание
По внешнему виду схожа с зуйком-пастухом (Anarhynchus pecuarius), но гораздо крупнее этого своего ближайшего родственника.

## Охрана
Угрозу для вида представляют кошки, обыкновенная майна, сведе́ние лесов (по другим данным, от него этот вид, наоборот, выиграл), использование автомобилей вне дорог, аэропорт острова Святой Елены и ветроэнергетика.